# Crimona pallimedia
Crimona pallimedia là một loài bướm đêm trong họ Noctuidae.